# Wyżni Kieżmarski Przechód
Wyżni Kieżmarski Przechód, w części literatury tatrzańskiej Wyżni Kiezmarski Przechód (słow. Kežmarská priehyba) – stosunkowo szeroka, płytka przełęcz w południowo-wschodniej grani Kieżmarskiego Szczytu opadającej na Huncowską Przełęcz. Na północnym zachodzie graniczy z kopułą szczytową Kieżmarskiego Szczytu, natomiast na południowym wschodzie z Kieżmarską Czubą. Siodło znajduje się w pobliżu tego ostatniego wzniesienia, mniej więcej w połowie odległości między Kieżmarskim Szczytem a Huncowską Przełęczą.
Północno-wschodnie stoki opadają z Wyżniego Kieżmarskiego Przechodu do Świstówki Huncowskiej (górnego piętra Doliny Huncowskiej), południowo-zachodnie – do Lejkowego Kotła w Dolinie Łomnickiej. Zbocze spadające z przełęczy na północny wschód w górnej części ma charakter piarżysto-skalisty, niżej przekształca się w urwistą ścianę. Na stronę Doliny Łomnickiej opada z siodła głęboki, stromy żleb, także podcięty wysokim urwiskiem. Po lewej stronie ogranicza go Filar Grósza w południowej ścianie Kieżmarskiego Szczytu.
Przełęcz jest wyłączona z ruchu turystycznego. Najdogodniejsza droga dla taterników prowadzi z granią z Huncowskiej Przełęczy przez Niżni Kieżmarski Przechód. Inne drogi wiodą na Wyżni Kieżmarski Przechód od Wyżniej Kieżmarskiej Przełęczy i z sąsiednich dolin.
Pierwsze wejścia na przełęcz miały miejsce przy okazji pierwszych wizyt na Kieżmarskim Szczycie.